# Онтарио (Калифорния)
Вижте пояснителната страница за други значения на Онтарио.
Онтарио (на английски: Ontario) е град в окръг Сан Бернардино в щата Калифорния, САЩ. Онтарио е с население от 158 007 жители (2000), а общата му площ е 129,10 км² (498,30 мили²)
В Онтарио се намири и Международното летище Онтарио, както и молът Онтарио Милс, който е най-големият търговски комплекс в Южна Калифорния.
В Онтарио е роден футболистът Лендън Донован (р. 1982)